# Стехиометрические законы
Стехиометрические законы — основные законы физики, включающие законы количественных соотношений между реагирующими веществами. Составляют раздел химии стехиометрии. Стехиометрия включает в себя: закон Авогадро, закон постоянства состава вещества, закон простых объемных отношений, закон эквивалентов, закон сохранения массы вещества и некоторые другие.
В основу составления химических уравнений положен метод материального баланса, основанный на законе сохранения массы.

## Закон сохранения массы вещества (закон сохранения материи)
Закон физики и химии, согласно которому масса физической системы сохраняется при всех природных и искусственных процессах.
В метафизической форме, согласно которой вещество несотворимо и неуничтожимо, этот закон известен с древнейших времён. Позднее появилась количественная формулировка, согласно которой мерой количества вещества является вес (с конца XVII века — масса).

### Из истории
Изначально закон сохранения массы исторически понимался как одна из формулировок закона сохранения материи. Одним из первых его сформулировал древнегреческий философ Эмпедокл (V век до н. э.).
Ничто не может произойти из ничего, и никак не может то, что есть, уничтожиться.
В ходе развития алхимии, а затем и научной химии, было замечено, что при любых химических превращениях суммарный вес реагентов не меняется. В 1630 году Жан Рэ, химик из Перигора, писал Мерсенну:
Вес настолько тесно привязан к веществу элементов, что, превращаясь из одного в другой, они всегда сохраняют тот же самый вес.
Позднее, в 1755 году об этом писал и М. В. Ломоносов
Все встречающиеся в природе изменения происходят так, что если к чему-либо нечто прибавилось, то это отнимается у чего-то другого. Так, сколько материи прибавляется к какому-либо телу, столько же теряется у другого, сколько часов я затрачиваю на сон, столько же отнимаю от бодрствования и т. д.

### Современная формулировка
В химии закон читается так:
Масса веществ, вступивших в реакцию (реагентов), равна массе веществ, получившихся в результате реакции (продуктов)
В качестве примера можно обратиться к обычным уравнениям химических реакций
```
Примеры нескольких химических реакций. Количество вещества продуктов реакции получается столько же, сколько было изначально.

  

    

      

        

          

            
2

            

              
H

              

                
2

              

            

            
+

            

              
O

              

                
2

              

            

            
→

            
2

            

              
H

              

                
2

              

            

            
O

          

        

      

    

    
{\displaystyle {\mathsf {2H_{2}+O_{2}\rightarrow 2H_{2}O}}}

  

  

    

      

        

          

            
2

            
N

            
a

            
+

            
2

            

              
H

              

                
2

              

            

            
O

            
→

            
2

            
N

            
a

            
O

            
H

            
+

            

              
H

              

                
2

              

            

            
↑

          

        

      

    

    
{\displaystyle {\mathsf {2Na+2H_{2}O\rightarrow 2NaOH+H_{2}\uparrow }}}

  

  

    

      

        

          

            
3

            
B

            
a

            
(

            
N

            

              
O

              

                
3

              

            

            

              
)

              

                
2

              

            

            
+

            
2

            

              
K

              

                
3

              

            

            
P

            

              
O

              

                
4

              

            

            
→

            
B

            

              
a

              

                
3

              

            

            
(

            
P

            

              
O

              

                
4

              

            

            

              
)

              

                
2

              

            

            
↓

            
+

            
6

            
K

            
N

            

              
O

              

                
3

              

            

          

        

      

    

    
{\displaystyle {\mathsf {3Ba(NO_{3})_{2}+2K_{3}PO_{4}\rightarrow Ba_{3}(PO_{4})_{2}\downarrow +6KNO_{3}}}}

  

  

    

      

        

          

            
F

            

              
e

              

                
2

              

            

            

              
O

              

                
3

              

            

            
+

            
3

            
C

            
O

            
→

            
2

            
F

            
e

            
+

            
3

            
C

            

              
O

              

                
2

              

            

            
↑

          

        

      

    

    
{\displaystyle {\mathsf {Fe_{2}O_{3}+3CO\rightarrow 2Fe+3CO_{2}\uparrow }}}

  

  

    

      

        

          

            
2

            

              
C

              

                
2

              

            

            

              
H

              

                
6

              

            

            
+

            
7

            

              
O

              

                
2

              

            

            
→

            
4

            
C

            

              
O

              

                
2

              

            

            
↑

            
+

            
6

            

              
H

              

                
2

              

            

            
O

          

        

      

    

    
{\displaystyle {\mathsf {2C_{2}H_{6}+7O_{2}\rightarrow 4CO_{2}\uparrow +6H_{2}O}}}

  

[
4
]
```

Исходя из этого закона — в любой химической реакции число взаимодействующих атомов остается неизменным, происходит только их перегруппировка с разрушением исходных веществ и с последующим образованием новых. Коэффициенты перед формулами химических соединений называются стехиометрическими.

## Закон постоянства состава вещества
Закон постоянства состава вещества (Ж. Л. Пруст). Один из основных законов химии гласящий, что любое определенное химически чистое соединение, независимо от способа его получения, состоит из одних и тех же химических элементов. Такие соединения называются дальтонидами или стехиометрическими.
Читается так:
Каждое чистое вещество, каким бы способом оно ни было получено, всегда имеет один и тот же состав и свойства
Данный закон не распространяется на так называемые бертоллиды (соединения переменного состава, не подчиняющиеся законам постоянных и кратных отношений. Являются нестехиометрическими бинарными соединениями переменного состава), так как их состав меняется, в зависимости от способа их получения

## Закон кратных отношений
Закон кратных отношений (Д.Дальтон) — открыт в 1803 году и истолкован с позиций атомизма.
Если два элемента образуют между собой несколько молекулярных соединений, то масса одного элемента, приходящаяся на одну и ту же массу другого, относятся между собой как небольшие целые числа.
1) При взаимодействии азота с кислородом образуются пять оксидов. В образующихся молекулах на 1 грамм азота приходится 0,57, 1,14, 1,71, 2,28, 2,85 грамм кислорода. Их составы N2O, NO, N2O3, NO2, N2O5.
|             | Закись азота N2O | Окись азота NO | Азотистый ангидрид N2O3 | Двуокись азота NO2 | Азотный ангидрид N2O5 |
| ----------- | ---------------- | -------------- | ----------------------- | ------------------ | --------------------- |
| N           | 63.7             | 46.7           | 36.8                    | 30.4               | 25.9                  |
| O           | 36.3             | 53.3           | 63.2                    | 69.6               | 74.1                  |
| Частное O/N | 0.57             | 1.14           | 1.71                    | 2.28               | 2.85                  |

Разделив числа нижней строки на 0,57, видим, что они относятся как 1:2:3:4:5.
2) Хлористый кальций образует с водой 4 кристаллогидрата, состав которых выражается формулами: CaCl2·H2O, CaCl2·2H2O, CaCl2·4H2O, CaCl2·6H2O, то есть во всех этих соединениях массы воды, приходящиеся на одну молекулу CaCl2, относятся как 1:2:4:6.